# 中村和洋
中村 和洋（なかむら かずひろ、1967年11月29日 ‐ ）は、山口県岩国市出身の小児科医・医学博士。2010年（平成22年）から2014年（平成26年）まで広島大学大学院（大学病院）・小児科学の准教授。

## 来歴
1986年（昭和61年）山口県立山口高等学校を卒業。1992年（平成4年）広島大学医学部を卒業し、広島大学医学部・小児科学へ入局。臨床経験を積んだのちに1999年（平成11年）広島大学大学院・医学系研究科博士課程へ入学。2003年（平成15年）同上終了し医学博士取得。2009年（平成21年）広島大学大学院（大学病院）・小児科の講師、2010年（平成22年）から広島大学大学院（大学病院）・小児科学の准教授。周囲からは教授を待望する声があるなか、2014年（平成26年）に惜しまれつつ退職。専門は新生児医療から血液専門医まで幅広く、特に造血幹細胞移植と先天性好中球減少症を専門としていた。現在は広島市安佐南区で診療所を開設。広島県小児科医会では広報委員会の委員長を務める。

## 表彰
広島県知事感謝状 平成24年度・臓器移植等推進功労者